# اپیک های
اِپیک های (به کره‌ای: 에픽하이؛ به انگلیسی: Epik High) گروه موسیقی آلترنیتیو هیپ هاپ از کشور کرهٔ جنوبی می‌باشد.

گروه متشکّل از ۳ عضو است و بخاطر تلفیق سبک‌های مختلف موسیقی و هیپ هاپ شناخته شده‌است.

## اعضاء
| عنوان هنری | نام اصلی       | زادروز                  |
| ---------- | -------------- | ----------------------- |
| تبلو       | دنیل آرماند لی | ۲۲ ژوئیهٔ ۱۹۸۰ ‏(۴۴ سال)  |
| میثرا جین  | چوی جین        | ۶ ژانویهٔ ۱۹۸۳ ‏(۴۲ سال)  |
| دی‌جی توکات | کیم جونگ-شیک   | ۱۹ نوامبر ۱۹۸۱ ‏(۴۳ سال) |

## ترانه‌شناسی

### آلبوم‌های استودیوئی
- ۲۰۰۳: نگاره‌ای از روح بشر
- ۲۰۰۴: جامعهٔ والا
- ۲۰۰۵: آواز قو
- ۲۰۰۷: بازنگاری روح بشر
- ۲۰۰۸: قطعات، قطعهٔ اوّل
- ۲۰۰۹: (ئی)
- ۲۰۱۲: ۹۹
- ۲۰۱۴: جعبه‌کفش
- ۲۰۱۷: ما یک کار فوق‌العاده کرده‌ایم
- ۲۰۱۹: بی‌خواب در __________

### چندآهنگه‌ها
- ۲۰۰۸: بانگ عشق

### تک‌آهنگ‌ها
- ۲۰۱۲: سرده (بهمراه. لی های)

### آلبوم‌های ویژه
- ۲۰۱۰: خاتمه

### طرح‌ها
- ۲۰۰۶: آواز قوی سیاه (گردآوری شده)
- ۲۰۰۹: روح را بنگار
- ۲۰۰۹: بازآمیختن روح بشر
- ۲۰۱۳: ۴۲۰ (ترانهٔ ۱۰امین سالگرد)